# Law & Order
Law & Order is een Amerikaanse televisieserie. Het is een fictieserie over politieonderzoek en rechtszaken. De serie is bedacht door Dick Wolf en wordt door hem en een aantal collega's uit zijn tv-bedrijf geproduceerd. De serie wordt in de Verenigde Staten uitgezonden door de NBC en is de langstlopende serie van dit omroepbedrijf. Na een pauze van 12 jaar werd op 28 september 2021 gestart met het eenentwintigste seizoen van 10 afleveringen. 

## Achtergrond
Elk seizoen heeft een eigen thema, dat uit 22 tot 24 afleveringen bestaat. Elke aflevering heeft ook weer een eigen verhaal. In elke aflevering worden in de inleiding een of meer mensen dood aangetroffen, alvorens de begingeneriek start. Het gaat dan vrijwel altijd om een moord. In het eerste deel van de aflevering voert de politie het onderzoek uit naar de moord. In het tweede deel komt het Openbaar Ministerie in actie in de rechtbank.
De allereerste aflevering werd op 13 september 1990 voor de eerste keer uitgezonden en de laatste aflevering op 24 mei 2010. Law & Order wordt in Nederland uitgezonden door zowel de Publieke Omroep (VARA) als door Net5 en voorheen door het digitale kanaal 13th Street.
Jesse L. Martin heeft de rol van rechercheur Edward Green, hij speelde ook in Ally McBeal.
Jerry Orbach is in deze serie rechercheur Lennie Briscoe. Hij speelde ook rollen in Dirty Dancing en Crimes and Misdemeanors.
De rol van eerste hulpofficier en later officier van justitie Jack McCoy wordt vertolkt door Sam Waterston. Waterston speelde eerder rollen in The Killing Fields en Crimes and Misdemeanors.

## Rolverdeling
| Seizoen                       | Politie                                          | Politie                          | Politie                                  | Openbaar Ministerie              | Openbaar Ministerie             | Openbaar Ministerie                 |
| Seizoen                       | Hoofdrechercheur                                 | Rechercheur                      | (Hoofd)inspecteur                        | Eerste hulpofficier van justitie | Hulpofficier van justitie       | Officier van justitie               |
| ----------------------------- | ------------------------------------------------ | -------------------------------- | ---------------------------------------- | -------------------------------- | ------------------------------- | ----------------------------------- |
| 1                             | Max Greevey (George Dzundza)                     | Mike Logan (Chris Noth)          | Hoofdinspecteur Don Cragen (Dann Florek) | Ben Stone (Michael Moriarty)     | Paul Robinette (Richard Brooks) | Adam Schiff (Steven Hill)           |
| 2                             | Phil Cerreta (Paul Sorvino)                      | Mike Logan (Chris Noth)          | Hoofdinspecteur Don Cragen (Dann Florek) | Ben Stone (Michael Moriarty)     | Paul Robinette (Richard Brooks) | Adam Schiff (Steven Hill)           |
| 3                             | Phil Cerreta (Paul Sorvino)                      | Mike Logan (Chris Noth)          | Hoofdinspecteur Don Cragen (Dann Florek) | Ben Stone (Michael Moriarty)     | Paul Robinette (Richard Brooks) | Adam Schiff (Steven Hill)           |
| Lennie Briscoe (Jerry Orbach) |                                                  | Mike Logan (Chris Noth)          | Hoofdinspecteur Don Cragen (Dann Florek) | Ben Stone (Michael Moriarty)     | Paul Robinette (Richard Brooks) | Adam Schiff (Steven Hill)           |
| 4                             | Inspecteur Anita Van Buren (S. Epatha Merkerson) | Mike Logan (Chris Noth)          | Claire Kincaid (Jill Hennessy)           | Ben Stone (Michael Moriarty)     |                                 | Adam Schiff (Steven Hill)           |
| 5                             | Inspecteur Anita Van Buren (S. Epatha Merkerson) | Mike Logan (Chris Noth)          | Claire Kincaid (Jill Hennessy)           | Jack McCoy (Sam Waterston)       |                                 | Adam Schiff (Steven Hill)           |
| 6                             | Inspecteur Anita Van Buren (S. Epatha Merkerson) | Rey Curtis (Benjamin Bratt)      | Claire Kincaid (Jill Hennessy)           | Jack McCoy (Sam Waterston)       |                                 | Adam Schiff (Steven Hill)           |
| 7                             | Inspecteur Anita Van Buren (S. Epatha Merkerson) | Rey Curtis (Benjamin Bratt)      | Jamie Ross (Carey Lowell)                | Jack McCoy (Sam Waterston)       |                                 | Adam Schiff (Steven Hill)           |
| 8                             | Inspecteur Anita Van Buren (S. Epatha Merkerson) | Rey Curtis (Benjamin Bratt)      | Jamie Ross (Carey Lowell)                | Jack McCoy (Sam Waterston)       |                                 | Adam Schiff (Steven Hill)           |
| 9                             | Inspecteur Anita Van Buren (S. Epatha Merkerson) | Rey Curtis (Benjamin Bratt)      | Abbie Carmichael (Angie Harmon)          | Jack McCoy (Sam Waterston)       |                                 | Adam Schiff (Steven Hill)           |
| 10                            | Inspecteur Anita Van Buren (S. Epatha Merkerson) | Ed Green (Jesse L. Martin)       | Abbie Carmichael (Angie Harmon)          | Jack McCoy (Sam Waterston)       |                                 | Adam Schiff (Steven Hill)           |
| 11                            | Inspecteur Anita Van Buren (S. Epatha Merkerson) | Ed Green (Jesse L. Martin)       | Abbie Carmichael (Angie Harmon)          | Jack McCoy (Sam Waterston)       | Nora Lewin (Dianne Wiest)       |                                     |
| 12                            | Inspecteur Anita Van Buren (S. Epatha Merkerson) | Ed Green (Jesse L. Martin)       | Serena Southerlyn (Elisabeth Röhm)       | Jack McCoy (Sam Waterston)       | Nora Lewin (Dianne Wiest)       |                                     |
| 13                            | Inspecteur Anita Van Buren (S. Epatha Merkerson) | Ed Green (Jesse L. Martin)       | Serena Southerlyn (Elisabeth Röhm)       | Jack McCoy (Sam Waterston)       | Arthur Branch (Fred Thompson)   |                                     |
| 14                            | Inspecteur Anita Van Buren (S. Epatha Merkerson) | Ed Green (Jesse L. Martin)       | Serena Southerlyn (Elisabeth Röhm)       | Jack McCoy (Sam Waterston)       | Arthur Branch (Fred Thompson)   |                                     |
| 15                            | Inspecteur Anita Van Buren (S. Epatha Merkerson) | Ed Green (Jesse L. Martin)       | Serena Southerlyn (Elisabeth Röhm)       | Jack McCoy (Sam Waterston)       | Arthur Branch (Fred Thompson)   | Joe Fontana (Dennis Farina)         |
| 15                            | Inspecteur Anita Van Buren (S. Epatha Merkerson) | Ed Green (Jesse L. Martin)       | Alexandra Borgia (Annie Parisse)         | Jack McCoy (Sam Waterston)       | Arthur Branch (Fred Thompson)   | Joe Fontana (Dennis Farina)         |
| 15                            | Inspecteur Anita Van Buren (S. Epatha Merkerson) | Ed Green (Jesse L. Martin)       |                                          | Jack McCoy (Sam Waterston)       | Arthur Branch (Fred Thompson)   | Joe Fontana (Dennis Farina)         |
| 15                            | Inspecteur Anita Van Buren (S. Epatha Merkerson) | Nick Falco (Michael Imperioli)   |                                          | Jack McCoy (Sam Waterston)       | Arthur Branch (Fred Thompson)   | Joe Fontana (Dennis Farina)         |
| 16                            | Inspecteur Anita Van Buren (S. Epatha Merkerson) | Ed Green (Jesse L. Martin)       |                                          | Jack McCoy (Sam Waterston)       | Arthur Branch (Fred Thompson)   | Joe Fontana (Dennis Farina)         |
| 17                            | Inspecteur Anita Van Buren (S. Epatha Merkerson) | Ed Green (Jesse L. Martin)       | Nina Cassady (Milena Govich)             | Jack McCoy (Sam Waterston)       | Arthur Branch (Fred Thompson)   | Connie Rubirosa (Alana de la Garza) |
| 18                            | Inspecteur Anita Van Buren (S. Epatha Merkerson) | Ed Green (Jesse L. Martin)       | Cyrus Lupo (Jeremy Sisto)                | Michael Cutter (Linus Roache)    | Jack McCoy (Sam Waterston)      | Connie Rubirosa (Alana de la Garza) |
| 18                            | Inspecteur Anita Van Buren (S. Epatha Merkerson) | Cyrus Lupo (Jeremy Sisto)        | Kevin Bernard (Anthony Anderson)         | Michael Cutter (Linus Roache)    | Jack McCoy (Sam Waterston)      | Connie Rubirosa (Alana de la Garza) |
| 19                            | Inspecteur Anita Van Buren (S. Epatha Merkerson) | Cyrus Lupo (Jeremy Sisto)        | Kevin Bernard (Anthony Anderson)         | Michael Cutter (Linus Roache)    | Jack McCoy (Sam Waterston)      | Connie Rubirosa (Alana de la Garza) |
| 20                            | Inspecteur Anita Van Buren (S. Epatha Merkerson) | Cyrus Lupo (Jeremy Sisto)        | Kevin Bernard (Anthony Anderson)         | Michael Cutter (Linus Roache)    | Jack McCoy (Sam Waterston)      | Connie Rubirosa (Alana de la Garza) |
| 21                            | Kevin Bernard (Anthony Anderson)                 | Frank Cosgrove (Jeffrey Donovan) | Inspecteur Kate Dixon (Camrym Manheim)   | Nolan Price (Hugh Dancy)         | Jack McCoy (Sam Waterston)      | Samantha Maroun (Odelya Halevi)     |
| 22                            | Frank Cosgrove (Jeffrey Donovan)                 | Jalen Shaw (Mehcad Brooks)       | Inspecteur Kate Dixon (Camrym Manheim)   | Nolan Price (Hugh Dancy)         | Jack McCoy (Sam Waterston)      | Samantha Maroun (Odelya Halevi)     |

## Spin-offs
Op de serie zijn ook een aantal varianten gemaakt:
| Law & Order: Special Victims Unit            | - 1e aflevering: 20 september 1999 |                               |
| Law & Order: Criminal Intent                 | - 1e aflevering: 30 september 2001 | - gestopt 26 juni 2011        |
| Law & Order: Trial by Jury                   | - 1e aflevering: 3 maart 2005      | - gestopt op 6 mei 2005       |
| Law & Order: Los Angeles                     | - 1e aflevering: 29 september 2010 | - gestopt op 11 juni 2011     |
| Law & Order: Crime & Punishment              | - 1e aflevering: 1 juni 2002       | - gestopt op 1 juli 2004      |
| Law & Order: UK                              | - 1e aflevering: 23 februari 2009  | - gestopt op 11 juni 2014     |
| Law & Order True Crime: The Menendez Murders | - 1 aflevering: 26 september 2017  | - gestopt op 14 november 2017 |
| Law & Order: Organized Crime                 | - 1e aflevering: 1 april 2021      |                               |

## Trivia
- Law & Order: Crime & Punishment was niet echt een spin-off, omdat het geen verzonnen verhalen waren (zoals de andere series), maar docudrama gebaseerd op ware gebeurtenissen. De serie heette aanvankelijk ook alleen Crime & Punishment, maar omdat de serie dezelfde producers had werd al snel de verbinding gelegd met Law & Order.
- Typerend voor alle Law & Order varianten is de herkenningsmelodie, die zolang de series bestaan nog nauwelijks veranderd is.
- Van alle Law & Order varianten wordt in de Verenigde Staten Special Victims Unit het best bekeken.